# Europejska Sieć Rozwoju Obszarów Wiejskich
Europejska Sieć Rozwoju Obszarów Wiejskich (ERDN) (ang. European Network for Rural Development) – zapoczątkowana w Polsce w 2002 roku międzynarodowa naukowa sieć ekspertów wiejskich zorganizowana jako forum wymiany idei i doświadczeń badawczych oraz funkcjonalna platforma współpracy polskich i europejskich instytucji naukowo-badawczych w zakresie rozwoju obszarów wiejskich i rolnictwa. Wieloletnim koordynatorem prac ERDN i Sekretarzem Sieci był dr Zbigniew Floriańczyk, a od 2012 roku obowiązki te sprawuje dr hab. Paweł Chmieliński, prof. IRWiR PAN.

## Cele
Podstawowym celem ERDN jest wymiana wyników badań w obszarach, które stanowią wyzwanie zarówno dla poszczególnych państw członkowskich oraz krajów kandydujących, jak i dla polityki rozwoju Unii Europejskiej.
Główne cele sieci:
- sieciowanie badaczy z różnych środowisk naukowych i krajów pochodzenia w celu analizy stanu, perspektyw i strategii działania w zakresie rozwoju obszarów wiejskich w krajach Europy Środkowo-Wschodniej;
- międzynarodowy i międzypokoleniowy transfer wiedzy poprzez wspólne badania w obszarze rozwoju obszarów wiejskich;
- pogłębianie międzynarodowej współpracy naukowej w zakresie rozwoju obszarów wiejskich i rolnictwa, m.in. w oparciu o doświadczenie sieci w międzynarodowych programach badań naukowych;
- wymiana i promocja doświadczeń naukowych oraz osiągnięć członków ERDN w celu wsparcia decydentów i interesariuszy, zajmujących się zrównoważonym rozwojem europejskich obszarów wiejskich.

Europejska Sieć Rozwoju Obszarów Wiejskich realizuje zadeklarowane cele we współpracy z międzynarodowymi partnerami z różnych jednostek naukowych.

## Członkowie ERDN
Członkowie i stali współpracownicy Sieci reprezentują wiodące uczelnie i instytuty badawcze w Europie Środkowo-Wschodniej.
- Austria
  - (Bundesanstalt für Agrarwirtschaft und Bergbauernfragen(inne języki)
- Czechy
  - Czeski Uniwersytet Rolniczy w Pradze
  - Ústav zemědělské ekonomiky a informací(inne języki)
- Litwa
  - Lietuvos agrarinės ekonomikos institutas
- Polska
  - Instytut Ekonomiki Rolnictwa i Gospodarki Żywnościowej
  - Instytut Rozwoju Wsi i Rolnictwa PAN
  - Instytut Geografii i Przestrzennego Zagospodarowania im. Stanisława Leszczyckiego Polskiej Akademii Nauk
  - Instytut Uprawy, Nawożenia i Gleboznawstwa
  - Wydział Ekonomiczno-Społeczny Uniwersytetu Przyrodniczego w Poznaniu
  - Wydział Nauk Ekonomicznych Politechniki Koszalińskiej
  - Uniwersytet Wrocławski
  - Wydział Nauk Geograficznych Uniwersytetu Łódzkiego
- Rumunia
  - Universitatea de Științe Agricole și Medicină Veterinară Cluj-Napoca(inne języki)
  - Institutul de Economie Agrara
- Słowacja
  - Geologický ústav Slovenskej akadémie vied(inne języki)
- Serbia
  - Uniwersytet w Kragujevacu
  - Instytut Ekonomiki Rolnictwa
- Ukraina
  - Narodowy Uniwersytet Rolniczy Belotserk(inne języki)
  - Instytut Ekonomii i Prognozowania Narodowej Akademii Nauk Ukrainy(inne języki)
- Węgry
  - Uniwersytet w Debreczynie
  - Agrárközgazdasági Intézet(inne języki)
- Włochy
  - Università degli studi di Foggia(inne języki)

## ERDN a polityka UE
Działalność sieci naukowej ERDN w pełni wpisuje się w unijną ideę budowy tzw. Europejskiej Przestrzeni Badawczej (ERA) dla rolnictwa i rozwoju obszarów wiejskich poprzez integrację wysiłków i kompetencji różnych europejskich instytucji badawczych we wspólnej pracy nad stanem i ścieżkami transformacji obszarów wiejskich, w szczególności rolnictwa, z myślą o rozszerzeniu Unii Europejskiej i jej przyszłej polityki.

## Historia
Europejska Sieć Rozwoju Obszarów Wiejskich (ERDN) powstała w 2002 roku, jako kontynuacja idei sieci badawczej European Rural Development (ERD), zainicjowanej przez dr Gerharda Heiliga z Międzynarodowego Instytutu Stosowanej Analizy Systemowej (IIASA) w Laxenburgu w Austrii oraz wielu europejskich ośrodków badawczych, podczas konferencji w 2001 roku pt. Rozwój obszarów wiejskich w Europie. Problemy, szanse, potrzeby badawcze, zorganizowanej przez IIASA, Polską Akademię Nauk – Komitet Narodowy ds. Współpracy z Międzynarodowym Instytutem Stosowanej Analizy Systemowej (IIASA) i Instytut Ekonomiki Rolnictwa i Gospodarki Żywnościowej – Państwowy Instytut Badawczy (IERiGŻ-PIB).
Pomysł polegał na powiązaniu ośrodków badawczych krajów Europy Środkowo-Wschodniej z istniejącym już w IIASA kompleksowym projektem badawczym European Rural Development (ERD), mającym za cel rozwój ogólnoeuropejskiej sieci badawczej dotyczącej rozwoju obszarów wiejskich. W 2002 r. projekt budowy sieci przez IIASA został zawieszony z powodu problemów technicznych. Skłoniło to instytucje badawcze z Polski i innych krajów Europy Środkowo-Wschodniej, skupione wokół IERiGŻ-PIB, do kontynuowania wysiłków. W związku z tym przygotowano i przedłożono Komisji Europejskiej deklarację Expression of Interest, która zawierała prośbę o dodanie nowego działania badawczego dotyczącego rozwoju obszarów wiejskich w Europie do Priorytetu Tematycznego 1.1.6 Szóstego Programu Ramowego Badań, Rozwoju Technicznego i Prezentacji UE (2002-2006) z wykorzystaniem jego nowego instrumentu tzw. sieci doskonałości, wpisując się doskonale w jego cel, tj. wzmocnienie doskonałości naukowej i technologicznej w określonym temacie poprzez trwałą integrację zasobów badawczych uczestników.
Jednocześnie IERiGŻ-PIB wraz z sześcioma innymi polskimi instytutami badawczymi (wspieranymi przez 12 ośrodków naukowych z krajów Europy Środkowo-Wschodniej, tj. z Estonii, Łotwy, Litwy, Czech, Słowacji, Węgier i Rumunii) z sukcesem wystąpiły o wsparcie finansowe na rozwój ERDN do Ministerstwa Nauki, otrzymując wsparcie na lata 2002–2004 (przedłużone do 2005 r.) w ramach zadania badawczego: „Międzynarodowa współpraca w formie sieci naukowej pt. Rozwój obszarów wiejskich w Europie Środkowo-Wschodniej”. Sieć, dodatkowo wspierana składkami członków polskich instytucji, mogła się rozwijać, realizując założone cele i organizując swoje pierwsze międzynarodowe konferencje naukowe.
Kluczowi członkowie na początku tworzenia się Sieci ERDN w 2002 roku
- Międzynarodowy Instytut Stosowanej Analizy Systemów (IIASA), Laxenburg, Austria
- Instytut Ekonomiki Rolnictwa (AKI), Budapeszt, Węgry
- Federalny Instytut Ekonomiki Rolnictwa (AWI), Wiedeń, Austria
- Instytut Ekonomiki Rolnictwa – Akademia Rumuńska, Bukareszt, Rumunia
- Instytut Geografii Słowackiej Akademii Nauk, Bratysława, Słowacja
- Instytut Badawczy Ekonomiki Rolnictwa (VUZE), Praga, Czechy
- Litewski Instytut Gospodarki Rolnej (LAEI), Wilno, Litwa
- Łotewski Państwowy Instytut Gospodarki Rolnej, Łotwa
- Instytut Ekologii Krajobrazu Akademii Nauk, Czeskie Budziejowice, Czechy
- Instytut Geografii, Uniwersytet w Oulu, Finlandia
- Centrum Rozwoju Obszarów Wiejskich Uniwersytetu St. Stephan, Gödöllö, Węgry
- Uniwersytet w Tartu, Estonia
- Uniwersytet Mateja Bela, Słowacja
- Centrum Badań Regionalnych, Węgry
- Arkleton Centrum Badań Rozwoju Obszarów Wiejskich Uniwersytetu Aberdeen, Szkocja, Wielka Brytania
- Instytut Badań Ekonomicznych Pellervo, Helsinki, Finlandia
- Norweski Instytut Badań Miejskich i Regionalnych w HiOA, Oslo, Norwegia
- Norweski Instytut Inwentaryzacji Gruntów, Norwegia
- Instytut Ekonomiki Rolnictwa, Haga, Holandia
- IAMO, Halle, Niemcy

Do innych krajów uczestniczących w procesie tworzenia się ERDN należały: Estonia, Łotwa, Finlandia, Szwecja, Holandia, Niemcy, Dania, Grecja, Wielka Brytania, Węgry, Rosja
Pierwszym koordynatorem i sekretarzem generalnym ERDN był w latach 2002–2012 dr Zbigniew Floriańczyk, a od 2012 funkcję tę objął dr hab. Paweł Chmieliński. W 2018 roku ERDN został zarejestrowany jako Stowarzyszenie o charakterze naukowym, a jego członkowie w świetle prawa polskiego zostali członkami wspierającymi. Uzyskanie statusu prawnego pozwoliło na rozwój działalności naukowo-badawczej Sieci, ale także na reprezentowanie interesów członków oraz promocję współpracy na forum europejskim.

## Działalność i projekty
Obecnie ERDN jest jedną z wiodących inicjatyw badawczych w Europie Środkowo-Wschodniej, umożliwiającą transfer wiedzy między krajami UE, Europą Wschodnią i Bałkanami Zachodnimi dzięki trwałości oryginalnych pomysłów oraz zaangażowania koordynatorów i organizatorów spotkań.
Działania Sieci skupiają się wokół tworzenia silnych powiązań globalno-lokalnych w rozwoju biogospodarki w zakresie:
- rozwiązywania lokalnych problemów za pomocą globalnych rozwiązań (małe gospodarstwa rolne a środowisko / zrównoważona intensyfikacja / dodawanie wartości do lokalnej produkcji);
- scentralizowanego vs. rozproszonego sterowania (biogospodarka może być dobrze postrzegana przez różne grupy społecznych, tj. konsumentów, ekologów, producentów, przedsiębiorców, decydentów – dobra dla strategii, upewniając się, że wizja spełnia swoją obietnicę);
- wizja może pomóc w standaryzacji zrównoważonego rozwoju (nowe normy, systemy certyfikacji, nowe normy, systemy certyfikacji, zasady i wspólne postrzeganie w różnych obszarach geograficznych – sieci popytu i podaży)[10].

W ramach współpracy w ramach ERDN powstało szereg unijnych projektów badawczych:
- FARO EU – realizowany w latach 2007–2009 w ramach FP6 – Policies
- CEEC AGRIPOLICY (Agro-economic Policy Analysis of the Accession and the Candidate States and the Countries Western Balkan) – dotyczący analizy polityki rolnej w nowych krajach członkowskich, krajach kandydujących i krajach Zachodnich Bałkanów, realizowany w latach 2005–2007.
- COMPETE (The central-eastern EU model for competitive and sustainable agriculture and rural development)?
- PERCEIVE (Perception and Evaluation of Regional and Cohesion Policies by Europeans and Identification with the Values of Europe) – w ramach programu Horyzont 2020 na lata 2016–2019, obejmujący badania dotyczące występowania oraz wyjaśnienie różnic wewnątrz- i międzyregionalnych dotyczących: doświadczeń i rezultatów wdrażania polityki spójności, świadomości obywateli i doceniania wysiłków UE w osiąganiu spójności, europejskich świadomości i identyfikacji obywateli z UE
- H2020 SHERPA – mający na celu zgromadzenie wiedzy, która przyczyni się do sformułowania zaleceń dla przyszłych polityk istotnych dla obszarów wiejskich UE, poprzez stworzenie płaszczyzny styku nauka-społeczeństwo-polityka.
- PoliRural H2020 – dotyczący badań ścieżek przyszłego rozwoju obszarów wiejskich, tak aby decydenci mogli być lepiej przygotowani do radzenia sobie z istniejącymi i pojawiającymi się wyzwaniami wiejskimi, a ludność wiejska wzmocniona, a obszary wiejskie bardziej odporne.
- 2017 Visegrad Fund Project: The central-eastern EU model for competitive and sustainable agriculture and rural development
- ERDN jest także jednym z inicjatorów oraz aktywnym członkiem BIOEAST (Central Eastern European Initiative for Knowledge-based Agriculture, Aquaculture and Forestry in Bioeconomy), która ma na celu rozwój współpracy makroregionalnej w obszarze badań i innowacji na rzecz rolnictwa i biogospodarki pomiędzy 11 państwami Europy Środkowo-Wschodniej, w tym wypracowanie strategicznej agendy badawczej w obszarze zrównoważonych systemów żywnościowych oraz prowadzenie dialogu z administracją UE w zakresie kształtowania programów pracy Horyzont Europa i innych inicjatyw istotnych dla nauki i innowacji makroregionu.

## Polska sekcja ERDN
Polska sekcja ERDN w pierwszych latach zapewniła ciągłość i rozwój inicjatywy. Dzięki zaangażowaniu polskich dyrektorów instytutów badawczych należących do ERDN umocniła swoją pozycję w europejskiej przestrzeni badawczej i rozwijała się w makroregionie Europy Środkowo-Wschodniej. Instytut Ekonomiki Rolnictwa i Gospodarki Żywnościowej – PIB przyczynił się do rozwoju Sieci poprzez wsparcie administracyjne i koordynację działań. Prof. Andrzej Kowalski, Dyrektor IERiGŻ-PIB osobiście poparł ideę współpracy międzynarodowej w ramach Sieci, pomagając w ten sposób prowadzić sieć nawet przy braku środków zewnętrznych.
Członkowie założyciele polskiej sekcji ERDN w 2002 roku
- Instytut Ekonomiki Rolnictwa i Gospodarki Żywnościowej – PIB (Warszawa)
- Instytut Melioracji i Użytków Zielonych (Falenty)
- Instytut Upraw Nawożenia i Gleboznawstwa – PIB (Puławy)
- Instytut Budownictwa, Mechanizacji i Elektryfikacji Rolnictwa (obecnie: Instytut Technologiczno-Przyrodniczy) (Warszawa)
- Instytut Geografii i Przestrzennego Zagospodarowania PAN (Warszawa)
- Instytut Badań Systemowych PAN (Warszawa)
- Instytut Rozwoju Wsi i Rolnictwa PAN (Warszawa)

## Konferencje ERDN
Podstawą rozwoju ERDN są coroczne bezpłatne konferencje, które są źródłem dzielenia się wiedzą i przyszłych pomysłów badawczych. Wyniki niżej wymienionych spotkań naukowych, jak i wspólnie prowadzonych badań oraz innych prac środowiska naukowego krajów Europy Środkowo-Wschodniej można znaleźć w roczniku ERDN Rural Areas and Development oraz w szeregu czasopism naukowych, z którymi Sieć współpracuje.
Konferencje założycielskie:
- 2001: Rozwój obszarów wiejskich w Europie. Problemy, szanse, potrzeby badawcze, konferencja zorganizowana przez IIASA, PAN i IERiGŻ-PIB, Warszawa, 7–9 maja[11]
- 2002: Rozwój obszarów wiejskich – rolnictwo, wielofunkcyjność, nowe działania: istniejące zasoby i strategie zrównoważonego rozwoju a zatrudnienie i konkurencyjność, spotkanie polskiej podsekcji sieci, Warszawa, Polska, 8 maja[12]

| Lp.   | Data                     | Tematyka | Państwo  | Miejsce           |
| ----- | ------------------------ | --- | -------- | ----------------- |
| I     | 2003, 21-22 II           | Alternatywy dla Europejskich Obszarów Wiejskich | Polska   | Falenty           |
| II    | 2004, 21-22 X            | Zmiany w funkcjonowaniu obszarów wiejskich w krajach bałtyckich | Polska   | Warszawa          |
| III   | 2005, 21-22 XI           | Rural Development Capacity in Carpathian Europe | Polska   | Tylicz            |
| IV    | 2006, 2-15 X             | Endogeniczne czynniki stymulujące rozwój obszarów wiejskich | Polska   | Mądralin          |
| V     | 2007, 13-16 IX           | Wartości i wyzwania w projektowaniu europejskich struktur wiejskich – doświadczenia sieci badawczej | Rumunia  | Sinaia            |
| VI    | 2008, 21-22 XI           | Terytoria wielofunkcyjne: znaczenie obszarów wiejskich poza produkcją żywności | Austria  | Wiedeń            |
| VII   | 2009, 29-30 X            | Łączenie konkurencyjności z równością i zrównoważonym rozwojem: nowe pomysły na społeczno-gospodarczy rozwój obszarów wiejskich | Węgry    | Debreczyn         |
| VIII  | 2010, 15-17 X            | Rozwój obszarów wiejskich: Quo Vadis? | Polska   | Warszawa          |
| IX    | 2011, 8-9 XI             | Polityki rozwoju obszarów wiejskich z perspektywy rozszerzenia UE | Serbia   | Kastel Ecka       |
| X     | 2012,17-20 X             | Wiedza jako czynnik rozwoju obszarów wiejskich | Polska   | Poznań-Zielonka   |
| XI    | 2013, 3-4 X              | Transformacje UE w ramach WPR 2007-2013 i perspektywy rozwoju obszarów wiejskich w przyszłym okresie programowania 2014-2020 | Rumunia  | General Berthelot |
| XII   | 2014, 2-4 X              | Rozwój obszarów wiejskich we wschodniej UE i krajach sąsiedzkich – teraźniejszość i przyszłość | Mołdawia | Kiszyniów         |
| XIII  | 2015,18-21 X             | Środkowo-wschodni model UE dla konkurencyjnego i zrównoważonego rolnictwa i rozwoju obszarów wiejskich | Polska   | Zakopane          |
| XIV   | 2016, 3-5 X              | Wymiana wiedzy i innowacje w rolnictwie i na obszarach wiejskich | Węgry    | Budapeszt         |
| XV    | 2017, 3-4 X              | Innowacje i współpraca w inteligentnych, zrównoważonych i integracyjnych regionach wiejskich | Austria  | Eisenstadt        |
| XVI   | 2018, 17-19 IX           | CAP 2020+: doświadczenia i pomysły na przyszłość i rozwój obszarów wiejskich | Rumunia  | Kluż-Napoka       |
| XVII  | 2019, 17-19 IX           | WPR 2021+: zrównoważony rozwój wśród wymiarów zrównoważenia obszarów wiejskich | Czechy   | Velké Bílovice    |
| XVIII | 2021, 27-28 X, hybrydowo | VIII International Scientific Conference of the Institute of Agricultural Economics – Agricultural Academy in the co-partnership with the European Rural Development Network Agriculture and Food Supply: Markets and Policies                                                                                     | Bułgaria | Sofia             |
| XVIII | 2021, 8 XI online        | International Conference Inclusive rural development: Empirical Evidence from Central and Eastern Europe – Institute of Rural and Agricultural Development, Polish Academy of Sciences State Institute for Economics and Forecasting of National Academy of Sciences of Ukraine European Rural Development Network |          |                   |
| XIX   | 2022, 14-16 IX           | 20th Anniversary of the Network: ERDN 2002-2022: we look to the future | Polska   | Mielno            |

## Wydawnictwa
Od 2003 roku ERDN wydaje międzynarodowy rocznik naukowy: Rural Areas and Development, w którym poruszana jest problematyka badań nad rozwojem wsi, struktur społeczno-ekonomicznych i demograficznych społeczności wiejskich, rolnictwa rodzinnego, systemów żywnościowych oraz studiów regionalnych, lokalnych oraz rozwoju społeczności krajów Europy Środkowo-Wschodniej.